# ترخل (ولسوالی ده‌سبز)
ترخل (به لاتین: Tarakhel) یک منطقهٔ مسکونی در افغانستان است که در ولسوالی ده‌سبز واقع شده‌است. ترخل ۱٬۷۹۴ متر بالاتر از سطح دریا واقع شده‌است.